# District de Jalaun

Le district de Jalaun (hindi : जालौन जिला) est un district de la division de Jhansi dans l'État de l'Uttar Pradesh en Inde.

## Géographie
Son centre administratif est la ville de Jalaun. 
La superficie du district est de 4 565 km2 et la population était en 2011 de 1 689 974 habitants.